# 16114 Alyono
16114 Alyono è un asteroide della fascia principale. Scoperto nel 1999, presenta un'orbita caratterizzata da un semiasse maggiore pari a 2,4051225 UA e da un'eccentricità di 0,2005509, inclinata di 1,76203° rispetto all'eclittica.